# Grand Canyon des Bahamas

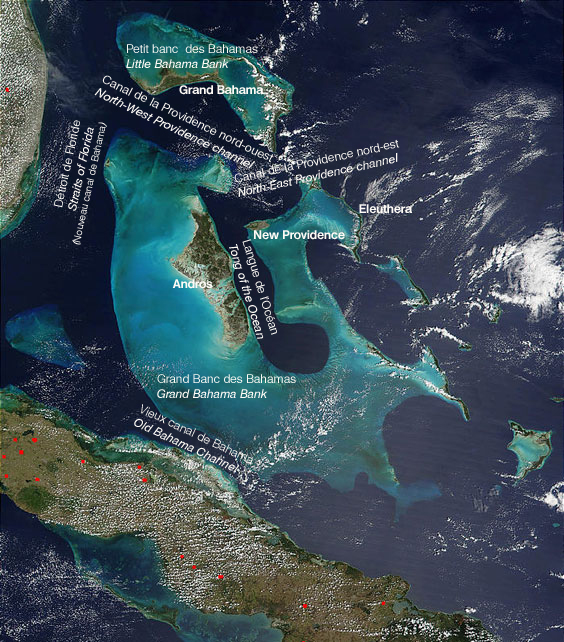
le Grand Canyon des Bahamas
D'après MODIS, avec l'autorisation de la NASA

Le Grand Canyon des Bahamas est un canyon sous-marin ayant une coupe en V.

## Description
Ce système de gorges sous-marines sépare les différentes îles constituant les Bahamas, entre les îles Abaco, au nord, Eleuthera au sud, les deux Bancs des Bahamas, Petit Banc, au nord, et Grand Banc, au sud.
Ce canyon est un des plus profonds canyons sous-marins connus,.
Ce canyon se compose de trois gorges :
- la Langue de l'océan (en anglais, Tongue of the Ocean), orientée vers le sud entre les îles Andros et New Providence,
- la branche nord-est du canal de la Providence[4],
- la branche nord-ouest du canal de la Providence.

La profondeur du canyon peut atteindre 5 km, soit une plus grande hauteur que celle que peut avoir un canyon sur terre. Ce système de canyon est remanié par le phénomène d'érosion sous-marine.